# إنفانتي البرتغال

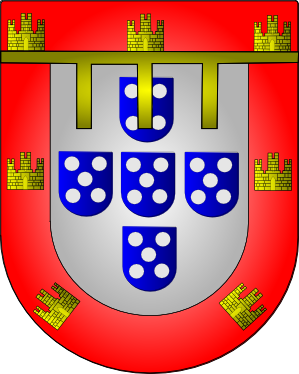
شعار إنفانتي البرتغال.

إنفانتي البرتغال (صفة التأنيث:إنفانتا)؛ هو لقب نبيل يمنحه لأبناء الشرعيين سواء أكانوا ذكوراً أو أناثاً لـ ملك البرتغال، وأحيانا يستخدم لإشارة لجميع لأبناء الملك وحتى للذين يحملون اللقب أمير، وأيضا يمكن منح اللقب عن طريق مرسوم إلى بعض الأشخاص الذين يرتبطون بالملك من ناحية الدم من الدرجة الثانية أو الثالثة لملك، وأيضا يمنح لزوجات الذكور إذا كُن من خارج السلالة.
حتى عهد الملك جواو الأول مُنح اللقب لجميع لأبناء الملك بما في ذلك وريث العرش، فبعد ذلك فأصبح وريث العرش يميز نفسه عن أخوته وذلك باستخدم اللقب الأمير على غرار أمير ويلز في إنجلترا وأمير أستورياس في قشتالة وليون.
بعد عهد الملك جواو الرابع استخدمت الابنة الكبرى لقب الأميرة (أميرة بيرا) حتى ولو لم تلقت التاج، حتى عهد الملك جواو الخامس كان على الابنة الكبرى الرجوع إلى لقب إنفانتا، وأصبح لقب الأمير من ممتلكات وريث العرش.
هذا لائحة من إنفانتيون البرتغال؛ وبما في ذلك الذين حملوا اللقب الأمير:-

## أسرة بورغندي

### أبناءالدوم.أفونسو هنريك
- سانشا هنريك.
- الدوم. هنريك (الوريث الأول للبرتغال).
- الدونا. مافالدا (الوريثة بعد وفاة إنفانتي هنريك).
- الدونا. أوراكا (الوريثة بعد وفاة إنفانتا مافالدا، لاحقاً ملكة ليون القرينة).
- الدوم. سانشو (الوريث، ثم أصبح الملك).
- الدوم. جواو.
- الدونا. تيريزا ( بعد ذلك دوقة بورغندي ثم كونتيسة فلاندرز).

### أبناءد. سانشو الأول
- الدونا. تيريزا، إنفانتا-الملكة (كانت الوريثة؛ في وقت لاحق ملكة ليون القرينة).
- الدونا. سانشا.
- الدوم. ريموندو (الوريث).
- الدونا. كونستانزا.
- الدوم. أفونسو (الوريث؛ ثم أصبح الملك).
- الدوم. بيدرو (لاحقاً كونت أورغل ولورد جزر البليار).
- الدوم. فرناندو (لاحقا كونت فلاندرز).
- الدوم. هنريك.
- الدونا. برانكا.
- الدونا. برينغيلا (لاحقاً ملكة الدنمارك القرينة).
- الدونا. مافالدا (لاحقاً ملكة قشتالة القرينة).

### أبناءد. أفونسو الثاني
- الدوم. سانشو (الوريث، ثم الملك).
- الدوم. أفونسو (لاحقاً كونت بولوني؛ ثم أصبح الملك).
- الدونا. ليونور (لاحقاً ملكة الدنمارك القرينة).
- الدوم. فرناندو.
- الدوم. فينستي.

### أبناءد. أفونسو الثالث
- الدوم. روبرتو (الوريث).
- الدونا. برانكا (الوريثة حتى ولادة شقيقها).
- الدوم. فرناندو (الوريث).
- الدوم. دينيس (الوريث، ثم أصبح الملك).
- الدوم. أفونسو.
- الدونا. سانشا.
- الدونا. ماريا.
- الدوم. فيسنتي.

### أبناءد. دينيس
- الدونا. كونستانزا (وريثة حتى ولادة شقيقها، ثم أصبحت ملكة قشتالة وليون القرينة).
- الدوم. أفونسو (الوريث؛ ثم أصبح الملك).

### أبناءد. أفونسو الرابع
- الدونا. ماريا (وريثة حتى ولادة شقيقها، لاحقاً أصبحت ملكة قشتالة وليون).
- الدوم. أفونسو (الوريث).
- الدوم. دينيس (الوريث؛ بعد وفاة شقيقه).
- الدوم. بيدرو (الوريث بعد وفاة شقيقه؛ ثم أصبح الملك).
- الدونا. إيزابيل.
- الدوم. جواو.
- الدونا. ليونور (لاحقاً ملكة أراغون القرينة).

### أبناءد. بيدرو الأول
- الدوم. لويس (الوريث).
- الدونا. ماريا (الوريثة بعد وفاة شقيقها واستمرت كذلك ولادة شقيقها الأخر؛ ثم أصبحت لاحقاً أميرة أراغون).
- الدوم. فرناندو (الوريث؛ ثم أصبح الملك).
- أفونسو (أصبح في وقت لاحق إنفانتي).
- الدونا. بياتريس (أصبحت إنفانتا في وقت لاحق).
- الدوم. جواو (أصبح إنفانتي في وقت لاحق).
- دينيس (أصبح إنفانتي في وقت لاحق).

### أبناءد. فرناندو الأول
- الدوم. بيدرو.
- الدوم. أفونسو.
- الدونا. بياتريس (أصبحت الملكة؛ وأيضا كانت ملكة قشتالة وليون القرينة).

## أسرة أفيس

### أبناءد. جواو الأول
- الدونا. برانكا.
- الدوم. أفونسو.
- الدوم. دوارتي (الوريث؛ ثم أصبح في وقت لاحق الملك).
- الدوم. بيدرو (في وقت لاحق وصي على العرش).
- الدوم. هنريك.
- الدونا. إيزابيل (في وقت لاحق دوقة بورغندي القرينة).
- الدونا. برانكا.
- الدوم. جواو.
- الدوم. فرناندو.

### أبناءد. دوارتي
- الدونا. فيليبا (الوريثة؛ حتى ولادة شقيقها).
- الدونا. ماريا.
- الدوم. أفونسو (الوريث؛ ثم أصبح الملك).
- الدوم. فرناندو (كان وريث في عهد شقيقه).
- الدوم. دوارتي.
- الدونا. ليونور (في وقت لاحق إمبراطورة رومانية مقدسة القرينة).
- الدونا. كاترينا.
- الدونا. جوانا (في وقت لاحق ملكة قشتالة وليون القرينة).

### أبناءد. أفونسو الخامس
- الدوم. جواو (الوريث)
- الدونا. جوان (كانت الوريثة منذ وفاة شقيقها، وحتى ولادة شقيقها الأخر).
- الدوم. جواو (الوريث؛ ثم أصبح الملك).

### أبناءد. جواو الثاني
- الدوم. أفونسو (الوريث).

### أبناءد. مانويل الأول
- الدوم. ميغيل دا باز (الوريث؛ وفضلاً عن ذلك هو وريث قشتالة وأراغون).
- الدوم. جواو (الوريث؛ ثم أصبح الملك).
- الدونا. إيزابيل (لاحقاً ملكة إسبانيا القرينة وإمبراطورة الرومانية المقدسة القرينة).
- الدونا. بياتريس (لاحقا دوقة سافوي القرينة).
- الدوم. لويس (كان الوريث في عهد شقيقه).
- الدوم. فرناندو.
- الدوم. أفونسو.
- الدونا. ماريا.
- الدوم. هنريك (كان كاردينال؛ ثم أصبح الملك).
- الدوم. دوارتي.
- الدوم. أنطونيو.
- الدوم. كارلوس.
- الدونا. ماريا.

### أبناءد. جواو الثالث
- الدوم. أفونسو (الوريث).
- الدونا. ماريا مانويلا (الوريثة بعد وفاة شقيقها واستمرت كذلك حتى ولادة شقيقها الأخر؛ ولاحقا أميرة أستورياس القرينة).
- الدوم. مانويل (الوريث).
- الدوم. إيزابيل.
- الدونا. بياتريس.
- الدوم. فيليب (الوريث).
- الدوم. دينيس.
- الدوم. جواو مانويل (الوريث).
- الدوم. أنطونيو.

#### أبناءد. جواو مانويل
- الدوم. سيباستياو (الوريث؛ ثم أصبح الملك).

### أبناءد.أنطونيو الأول
- الدونا. فيليبا.
- الدونا. لويزا.
- الدوم. أفونسو.
- الدوم. مانويل (الوريث).
- الدوم. كريستوفر.
- الدوم. بيدرو.
- الدوم. دينيس.
- الدونا. فيولانتي.
- الدونا. أنطونيا.
- الدوم. جواو.

## أسرة هابسبورغ

### أبناءفيليبي الأول
- الدوم. ديوغو فيليكس (الوريث؛ وفضلا عن ذلك هو وريث إسبانيا).
- الدوم. فيليبي (الوريث؛ وبعد ذلك ملك إسبانيا والبرتغال).
- الدونا. إيزابيل كلارا يوجينيا (لاحقا أصبحت حاكمة مقاطعات البلدان المنخفضة).
- الدونا. كاثرين ميكايلا (لاحقا أصبحت دوقة سافوي القرينة).
- الدونا. ماريا.

### أبناءد. فيليبي الثاني
- الدونا. آنا (الوريثة؛ لاحقا أصبحت ملكة فرنسا ونافارا القرينة).
- الدوم. فيليبي (الوريث؛ ثم أصبح الملك).
- الدوم. فرناندو.

### أبناءد. فيليبي الثالث
- الدوم. بالتازار كارلوس (الوريث).
- الدوم. فرانسيسكو فرناندو.
- الدوم. ماريا آنا أنطونيا.
- الدوم. ماريا تيريزا (في وقت لاحق ملكة فرنسا ونافارا القرينة).

## أسرة براغانزا

### أبناءد. جواو الرابع
- الدوم. تيودوسيو (أصبح أول أمير البرازيل من 1645؛ وهو لقب الوريث).
- الدوم. جوانا (انفانتا حتى 1645؛ ثم أصبحت أميرة بيرا).
- الدونا. كاثرين (أصبحت أيضا أميرة بيرا بعد وفاة شقيقتها؛ لاحقاً أصبحت ملكة إنجلترا واسكتلندا القرينة).
- الدوم. أفونسو (الوريث؛ ثم أصبح الملك).
- الدوم. بيدرو (أصبح الملك لاحقاً).

### أبناءد. بيدرو الثاني
- الدوم. جواو (أمير البرازيل).
- الدوم. فرانسيسكو كزافييه.
- الدوم. أنطونيو فرانسيسكو.
- الدونا. تيريزا ماريا.
- الدوم. مانويل جوزيه.
- الدونا. فرانسيسكا جوزيفا.

### أبناءد. جواو الخامس
- الدوم. جوزيه (لاحقاً أمير البرازيل).
- الدوم. كارلوس.
- الدوم. بيدرو كليمنتي (أصبح في وقت أمير البرازيل المشترك، ثم أصبح الملك المشترك).
- الدوم. ألكسندر فرانسيسكو.

### أبناءد. جوزيه الأول
- الدونا. ماريا آنا فرانسيسكا.
- الدونا. ماريا فرانسيسكا دوروثيا.
- الدونا. ماريا فرانسيسكا بينديتا (أصبحت لاحقا أميرة البرازيل القرينة).

### أبناءد. ماريا الأولىود. بيدرو الثالث
- الدوم. جوزيه (أمير بيرا؛ ثم أصبح أمير البرازيل).
- الدوم. جواو فرانسيسكو.
- الدوم. جواو (أصبح أمير البرازيل بعد وفاة شقيقه؛ ثم لاحقاً أصبح أمير الملكي للبرتغال والبرازيل والغرب).
- الدونا. ماريانا فيتوريا.
- الدونا. ماريا كليمنتيا.
- الدونا. ماريا إيزابيل.

### أبناءد. جواو السادس
- الدونا. ماريا تيريزا (أميرة بيرا حتى ولادة شقيقها؛ ثم رجعت مرة أخرى إنفانتا؛ أصبحت لاحقا ملكة إسبانيا بحكم القانون).
- الدونا. ماريا إيزابيل (في وقت لاحق ملكة إسبانيا القرينة).
- الدوم. بيدرو دي ألكانتارا  (أمير بيرا بعد وفاة شقيقها؛ لاحقاً أمير الملكي للبرتغال والبرازيل والغرب؛ وفي وقت لاحق إمبراطور البرازيل وملك البرتغال).
- الدونا. ماريا فرانسيسكا (في وقت لاحق ملكة إسبانيا بحكم القانون).
- الدونا. إيزابيل ماريا.
- الدوم. ميغيل (في وقت لاحق الملك).[1]
- الدونا. ماريا دا أسونساو.[1]
- الدونا. آنا دي جيسوس ماريا.[1]

#### آخرون
- الدوم. بيدرو كارلوس[2] (اعترفت به جدته الدونا.ماريا الأولى في 1788).

### أبناءد. بيدرو الرابع
- الدونا. جانواريا (أيضا أميرة البرازيل).
- الدونا. باولا ماريانا (أيضا أميرة البرازيل).
- الدونا. فرانسيسكا كارولينا (أيضا أميرة البرازيل).
- بيدرو دي ألكانتارا (الأمير الإمبراطوري في البرازيل؛ لاحقا إمبراطور البرازيل)
- الدونا. ماريا ايميليا (أيضا أميرة البرازيل).

#### آخرون
- الدوم.سيباستياو.[3]

### أبناءد. ماريا الثانية
- الدوم. لويس فيليبي (لاحقا أصبح الملك).
- الدونا. ماريا.
- الدوم. جواو.
- الدونا. ماريا آنا (أصبحت أميرة ساكسونيا).
- الدونا أنطونيا (أصبحت أميرة هوهنتسولرن).
- الدوم. فرناندو.
- الدوم. أوغوستو.
- الدوم. ليوبولدو.
- الدونا. ماريا دا غلوريا.
- الدوم. يوجينيو.

### أبناءد. لويس الأول
- الدوم. كارلوس الأول (لاحقاً أصبح الملك)
- الدوم. أفونسو (أصبح أمير الملكي في وقت لاحق).

### أبناءد. كارلوس الأول
- الدوم.لويس فيليبي (الأمير الملكي).
- الدونا. ماريا آنا.
- الدوم. مانويل (في وقت لاحق أصبح الملك؛ هو أخر ملك للبرتغال).
- ماريا بيا (مدعية اللقب).[4]

## مدعيين العرش
منذ عام 1932 بعد وفاة آخر ملك البرتغال ظهر العديد من المدعيين العرش علناً.

### الميغيليين
تم ابعاد أعضاء هذه الأسرة من خلافة العرش البرتغال منذ 1834؛ ولكن في 1952 رجعت العائلة إلى البرتغال بعد موافقة الحكومة البرتغالية.

#### أبناءد. ميغيل الأول
أولاد أثناء فترة الوصاية:-
- الدونا. ماريا دا أسونساو (كانت إنفانتا سابقاً).[5]
- الدونا. ماريا دي جيسوس (كانت إنفانتا سابقاً).[5]

أولاد الذين ولدوا بعد هذا القانون:-
- ماريا دي لاس نيبس  (لاحقاً دوقة سان خايمي القرينة).
- ميغيل جانواريو (دوق براغانزا).
- ماريا تيريزا (لاحقا أرشيدوقة النمسا القرينة).
- ماريا جوزيه (لاحقا دوقة في بافاريا القرينة).
- أديلغنديز (لاحقا كونتيسة بردي القرينة؛ ثم دوقة غيمارايش).
- ماريا آنا (لاحقا دوقة لوكسمبورغ الكبرى القرينة).
- ماريا أنطونيا (لاحقا دوقة بارما القرينة).

#### أبناءميغيل جانواريو
- ميغيل ماريا ماكسيمليانو (دوق فيسيو).
- فرانسيسكو جوزيه.
- ماريا تيريزا.
- إيزابيل ماريا.
- ماريا بينديتا.
- مافالدا.
- ماريا آنا.
- ماريا أنطونيا.
- فيليبا.
- دوارتي نونو (دوق براغانزا).
- ماريا أديليد.

#### أبناءدوارتي نونو
- دوارتي بيو (دوق براغانزا).
- ميغيل رافائيل (دوق فيسيو).
- هنريك نونو (دوق كويمبرا).

#### أبناءدوارتي بيو
- أفونسو دي سانتا ماريا (أمير بيرا).
- ماريا فرانسيسكا.
- دينيس (دوق بورتو).

### الفرع الدستوري

#### أبناءد. كارلوس الأول(الزاعمة)
المدعية بأنها الابنة غير الشرعية لـ ملك كارلوس الأول.
- ماريا بيا (دوقة براغانزا).

#### أبناءماريا بيا دي براغانزا
- فاطمة فرانسيسكا زافيرا إيرس بلياو (دوقة بورتو).
- ماريا دا غلوريا كريستينا أماليا فاليريا أنطونيا بليس.
  - كارلوس ميغيل بيروكال.
  - بيلتراو جوزيه بيروكال.
- روزاريو بوديماني (خيار مشترك).

#### أبناءروزاريو بوديماني
- سورايا لوسيا بوديماني.
- سيماو بوديماني.
- كريستال إيزابيل بوديماني.

## أنظر أيضا
- إنفانتي إسبانيا.
- أمراء اليونان.
- أمراء الدنمارك.